# Abdoulaye Camara (chercheur)
Pour les articles homonymes, voir Abdoulaye Camara et Camara.
Abdoulaye Camara est chercheur à l'Institut fondamental d'Afrique noire (IFAN) et professeur associé à l'université Senghor d'Alexandrie (Égypte).

## Biographie
Abdoulaye Camara, préhistorien et archéologue, chercheur à l'IFAN, a longtemps été le conservateur du musée historique du Sénégal à l'île de Gorée, de 1989 à 2005, et ensuite conservateur du musée d'Art africain de Dakar, de janvier 2005 à février 2008.

## Œuvres

### Mémoires
- Le Néolithique du Cap Manuel (Dakar) Mémoire maîtrise, univ. Dakar, 1977, 97 p.
- Choix de la matière première dans les industries du Paléolithique inférieur de la Caune de l'Arago (Tautavel). Étude effectuée à partir du matériel de la Bande 16. Mémoire de DEA, université de Provence, 21 juin 1978, 19 p., 1 plan, 10 diagr., 3 réf. bibl.
- La Caune de l'Arago, Tautavel, Pyrénées-Orientales. Étude sédimentologique des dépôts du Pléistocène moyen ; contribution à l'étude des industries du Paléolithique inférieur. Thèse de doctorat 3e cycle, univ. Provence, 9 janvier 1981, 201 p. 13 fig., 35 diag., 34 tabl., 81 réf. bibl.

### Ouvrages
- Gorée, Guide de l'île et du Musée historique, Publication du Musée historique, Dakar avril 1993, 67 pages, 39 fig. (avec J.R. de Benoist), ouvrage traduit en anglais, allemand et espagnol
- Histoire de Gorée, Maisonneuve et Larose, 2003, 155 p. (avec J.R. de Benoist, F.Descamps, X.Ricou, J.Searing)
- « Archéologie du Sénégal : Le Paléolithique ancien » in L’Archéologie en Afrique de l’Ouest. Sahara et Sahel, Éditions Sépia, 2000, p. 239-256.
- « Gorée : Passé, présent et futur » in Le Patrimoine culturel africain, Éditions Maisonneuve et Larose, 2001, p. 83-106.
- « L’industrie lithique préoldowayenne du site de Fejej FJ-1 » in Les Sites préhistoriques de la région de Fejej, Sud-Omo, Éthiopie, dans leur contexte stratigraphique et paléontologique, (sous la direction de Henry de Lumley et Yonas Beyene), Paris, Éditions Recherche sur les Civilisations, 2004, p. 391-563.

### Articles
- « L'industrie de Marsa (Sénégal oriental) » in Notes africaines, no 176, oct. 1982, 5 fig., p. 85-89 (avec Bertrand Duboscq).
- « Découverte et fouille d'un site acheuléen en stratigraphie à Sansandé (région de Tambacounda, Sénégal) » in Notes africaines, no 180, oct. 1983, 9 fig., 1 tabl., p. 61-71 (avec Bertrand Duboscq).
- « Le gisement préhistorique de Sansandé, basse vallée de la Falémé. Sénégal. Approche typologique et stratigraphique » in L'Anthropologie (Paris), t. 88, no 3, 1984 (avec Bertrand Duboscq).
- « La Préhistoire dans le Sud-Est du Sénégal » in Actes du 2e Colloque de Kédougou, 18-22 février 1985, Doc. du CRA du Musée de l'Homme (Paris), no 11, 1987, p. 19-48 (avec Bertrand Duboscq).
- « Evolution géomorphologique et peuplement préhistorique de la vallée du Sénégal » in Livret-guide, excursion Nord. Symposium ASEQUA/INQUA, avril 1986, p. 54-59 (avec Bertrand Duboscq).
- « Contexte chronostratigraphique des outillages du Paléolithique évolué dans l'Est du Sénégal » in L'Anthropologie (Paris), t. 91 (1987), no 2, 6 fig., 1 tabl., p. 511-520 (avec Bertrand Duboscq).
- « La fouille d'un site acheuléen à Djita (basse vallée de la Falémé, Sénégal) » in L'Anthropologie (Paris), t. 94 (1990), no 2, p. 293-304 (avec Bertrand Duboscq).
- « Le bassin Sénégalo-Mauritanien » in PICG 252 : Évolution passée et future des déserts. Colloque de Solignac ? France (13-15 juin 1991) : Paléomilieux et Peuplement Préhistoriques Sahariens au Pléistocène supérieur Limoges, 1991, 23 p. (avec Bertrand Duboscq).
- « Autonomie financière, le cas du Musée historique du Sénégal à Gorée » in Actes des Rencontres, "Quels musées pour l'Afrique ? Patrimoine en devenir". Bénin, Ghana, Togo, 18-23 novembre 1991, ICOM 1992, p. 37-40.
- « Le Sénégal préhistorique » in ICMAH, Congrès, 14-19 mars 1994, Dakar-Sénégal, 1995, p. 8-11
- « Le patrimoine au Sénégal » in ICMAH, Congrès, 14-19 mars 1994, Dakar-Sénégal, 1995, p. 71-73
- « Protection et valorisation du patrimoine culturel au Sénégal in Actes du Séminaire de Praia (Cap-Vert) et Dakar (Sénégal) : "Développement, tourisme et protection du patrimoine culturel", 17 au 19 décembre 1996, Université Senghor, Patrimoine Francophone, n° 2, p. 96-116.
- « Un musée historique pour une île-musée » in Colloque ICMAH, Thessaloniki, Grèce, 16-21 septembre 1997, p. 150-155
- « Senegal : Towards a New Policy to Protect Sites and Monuments » in Museums and Archaeology in West Africa. West African MuseumsProgramme, 1997, p. 81-93.
- « Les musées africains en cette fin de siècle » in Symposium 50e anniversaire de Présence africaine 1947-1997, Dakar, 25-27 novembre 1997, Présence Africaine, p. 345-351
- « Gorée : Dynamique d’un musée vers ses communautés » in Musées et politique. Actes du 4e colloque de l’Association Internationale des musées d’histoire. Collection Museo. Musée de la civilisation ; Québec, 1999, p. 127-143.
- « Senegal: Institutional Aims and Objectives. The Musée historique de Gorée » in Museums and History in West Africa. West African Museums Programme, 1999, p. 53-61
- « Les musées d’archéologie et d’histoire : la route des esclaves » in Cahiers d’étude ICOM/ICMAH, n° 9/2001, p. 7-9 et in Gérer le changement : le musée face aux défis sociaux et économiques, Actes de la Conférence générale de l’ICMAH, Barcelone, 2-4 juillet 2001, p. 153-157.

#### Film documentaire
- 1994 : Gorée, l'île des signares (Abdoulaye Camara, Florence Morillères, France, Neyrac Films, 26 min)